# ドラッジ・レポート
ドラッジ・レポート（Drudge Report）は、アメリカ合衆国の保守系の政治系ニュースアグリゲーターサイト。マット・ドラッジが運営する。クリントン元大統領とモニカ・ルインスキーのスキャンダルについて、ニューズウィーク誌が報道を控えたことを、他のメディアに先駆けて報じたことで有名。

## 歴史

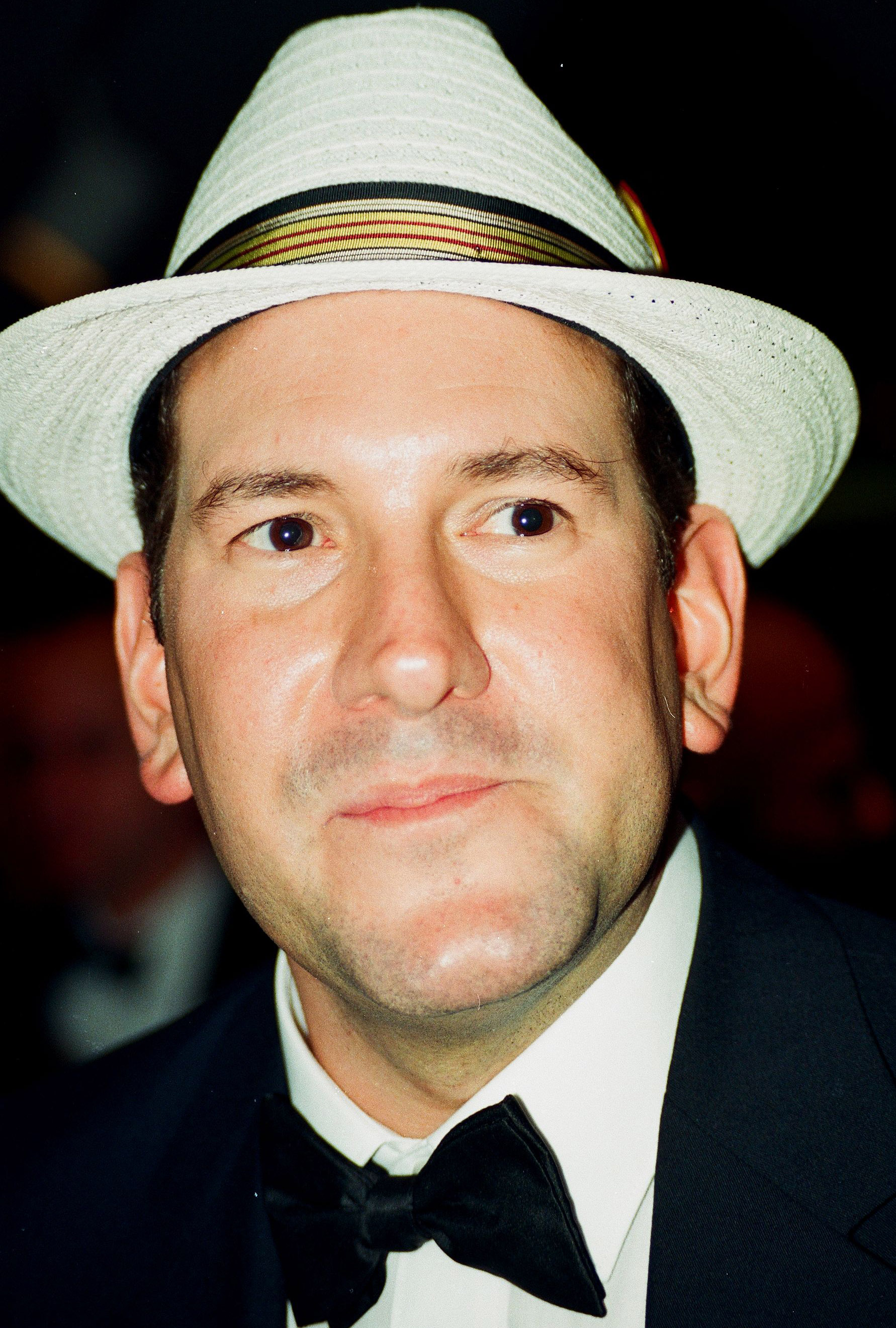
発行人のマット・ドラッジ

ドラッジ・レポートは、1996年、週刊の電子メールニュースレターとしてはじまった。そもそもはハリウッドおよびワシントンD.C.のゴシップを取り扱うことに焦点を当てていた。1997年、ドラッジはウェブサイトを作った。同年、ジャック・ケンプが、副大統領候補として、ボブ・ドールと共に出馬することを報じ、有名になる。更に、ニューズウィーク誌が、当時ホワイトハウスのインターンであったモニカ・ルインスキーとクリントン大統領（当時）との不適切な関係についての情報を握っていることを暴くと、ドラッジ・レポートは一気に有名になった。ニューズウィーク誌は、ドラッジ・レポートによる暴露のあと、ルインスキー事件を報道した。

## 内容
ドラッジ・レポートの主な内容は、外部ニュースソースおよびコラムへのリンク集である。リンク先へ誘導するヘッドラインの文章は、ドラッジ及び彼の編集者が執筆している。ドラッジによる短いオリジナル記事を含むこともあるが、オリジナル記事は、大抵数段落という短いものであり、メインストリームメディアで取り上げられる前のニュースであることが多い。各種調査結果や世論調査などの公表されていない結果が報じられることもある。

### 政治的スタンス
ドラッジ・レポートは一般的には保守よりな論調であると見なされている。ドラッジ自身は、自らを保守ではあるが、よりポピュリストであるとしている。また、ドラッジは、2007年に英デイリー・テレグラフ紙による「アメリカでもっとも影響力のある保守100人」のうち3位に選出された。

## 過去の著名な報道

### モニカ・ルインスキー騒動
1998年1月17日、ドラッジは、ニューズウィーク誌がモニカ・ルインスキーとクリントン大統領（当時）の関係についての報道を握りつぶした旨報じた。

### 真実を求めるスウィフト・ボート退役軍人の会
2004年の大統領選挙期間中、真実を求めるスウィフト・ボート退役軍人の会は、ジョン・ケリーのベトナム戦争における従軍記録について調べるよう働きかけた。このきっかけとなったのはドラッジ・レポートの記事であり、多くのマスコミによって調査がなされたが、のちにまったく根拠のないでっち上げであったことが分かった。現在スウィフトボーティング（swiftboating）は「不公平な批判」を意味する政治用語として使われている。

### オバマの写真
ドラッジは2008年2月に当時アメリカ合衆国大統領候補だったバラク・オバマがソマリアの民族衣装を着た写真を掲載し、これらの写真がヒラリー・クリントンの選挙スタッフによって配布されていると報道した。この報道の影響で、米大統領選の民主党候補指名を争っていたオバマとクリントン両陣営の間に激しい相互批判がおこった。

### アフガニスタンのハリー王子
2008年2月28日、ドラッジは、イギリスのハリー王子が、アフガニスタンで軍務に就いている旨報道。ハリー王子は、10週間アフガニスタンの前線にいたが、イギリスのメディアはこの事実を報道していなかった。報道がなされなかった理由は、タリバーンがハリー王子を狙うことを避けるためであったとされる。オーストラリアの女性誌『NEW IDEA』は、1月にこの事実を報じたが、続報はしなかった。また、ドイツの新聞『Berliner Kurier』は、2008年2月28日にドラッジより早くこのニュースを報じている。
陸軍参謀総長リチャード・ダナットは 「海外メディアが我々に相談なくこれらの報道をしたことを遺憾に思う」とコメントしている。これらの報道の影響で、ハリー王子の派遣は予定より早く終了することとなった。王子のいる部隊への自爆攻撃がますます激しくなることが予想されたからである。